# 월항초등학교
월항초등학교는 대한민국 경상북도 성주군 월항면 안포리에 있는 공립 초등학교다.

## 학교 연혁
- 1934년 11월 1일 월항공립보통학교로 개교
- 1938년 4월 1일 월항공립심상소학교로 개명
- 1941년 4월 1일 월항공립국민학교로 개명
- 1945년 9월 1일 해방 후 첫 개교
- 1981년 3월 2일 병설유치원 설립 인가(1학급)
- 1993년 3월 1일 학교 급식 실시
- 1996년 3월 1일 월항초등학교로 개명
- 2004년 12월 21일 급식소 및 다목적 교실 준공
- 2016년 2월 12일 제79회 4명 졸업(총 졸업생 5,952명)
- 2016년 3월 1일 지방분교장 본교 편입
- 2017년 2월 10일 제80회 4명 졸업(총5,956명)
- 2017년 3월 1일 본교 6학급, 분교 4학급 편성(유치원 본교 1학급, 분교 1학급)
- 2018년 2월 9일 제81회 5명 졸업(총5,961명)
- 2018년 3월 1일 제29대 장기원 교장 부임
- 2018년 3월 1일 본교 7학급, 분교장 4학급(본교 유치원 1학급, 분교장 유치원 1학급)

## 참고 자료
- 월항초등학교 - 한국교육학술정보원 학교알리미